# 크눔
크눔(Khnum, Chnum, Knum, Khnemu)은 고대 이집트 신화에서 나일강의 신으로, 숫양의 머리를 하고 있다.